# André Florschütz
André Florschütz, né le 6 août 1976 à Sonneberg, est un ancien lugeur allemand.

## Biographie
André Florschütz fait équipe avec Torsten Wustlich. 
Son frère Thomas pratique le bobsleigh.

## Palmarès
- Jeux olympiques
  -  Médaille d'argent en luge double en 2006, aux Jeux olympiques d'hiver de 2006 à Turin (Italie)
- Championnat du monde
  -  Médaille d'or en luge double en 2001
  -  Médaille d'or en luge double en 2005
  -  Médaille d'or par équipes mixtes en 2005
  -  Médaille d'or en luge double en 2008
  -  Médaille d'argent en luge double en 2009

- Coupe du monde
  - Vainqueur en 2010
  - 2e de la Coupe du monde en 2004 et 2005